# Амир, Наоми
Наоми Амир (ивр. נעמי אמיר‎, 23 января 1931 — 4 января 1995) — американо-израильский детский невролог. Получив степень доктора медицины в Медицинской школе Нью-Йоркского университета в 1952 году, в следующем году она прошла резидентуру в Медицинском центре Хадасса Еврейского университета в Иерусалиме. Выбрав специализацию в области детской неврологии, которая в то время была новой для Израиля, она основала первую клинику детской неврологии в Израиле в 1968 году в больнице Бикур-Холим. Позже она расширила эту клинику до центра диагностики, оценки и вмешательства с полным спектром услуг. В 1990 году она и её команда переехали в медицинский центр Шаарей-Цедек. Она считается «основателем современной детской неврологии в Израиле».

## Ранняя жизнь и образование
Наоми Кассан родилась в Чикаго, штат Иллинойс, США, в семье Шалома Кассана, еврейского палестинского эмигранта, и Евы Душкин, американского ребёнка иммигрантов из Восточной Европы в первом поколении. Когда ей было четыре года, её семья переехала в Палестину, где её отец был судьёй в юридической службе Подмандатной Палестины. Восемнадцать месяцев спустя мать забрала детей обратно в Соединённые Штаты на год, вернувшись в Палестину в 1937 году. В следующем году её мать вернулась в Нью-Йорк с детьми навсегда.
Наоми окончила Высшую научную школу Бронкса. Она получила степень бакалавра Нью-Йоркского университета и медицинскую степень в Медицинской школе Нью-Йоркского университета в 1952 году. Желая жить в Израиле, она поселилась в Медицинском центре Хадасса Еврейского университета в Иерусалиме, начиная с 1953 года. Она получила вторую степень доктора медицины в Еврейском университете в Иерусалиме в 1957 году.

## Карьера
Когда Амир решила специализироваться на детской неврологии, эта область ещё не была признана в Израиле, и женщины составляли незначительное меньшинство врачей в стране. Наставником Амир была доктор Хелена Каган, основательница и заведующая педиатрическим отделением больницы Бикур-Холим в Иерусалиме. Каган предложила ей небольшую комнатку, отдельную от педиатрического отделения, под неврологическую клинику.
Прежде чем начать свою практику, Амир вернулась в Нью-Йорк на два года, чтобы пройти клиническую стажировку в Неврологическом институте Колумбийского Пресвитерианского медицинского центра. Она вернулась в Израиль в 1968 году, чтобы основать первый детский реабилитационный детский неврологический центр в стране в больнице Бикур-Холим. Этот центр предлагал как стационарные, так и амбулаторные услуги и включал в себя реабилитационный детский сад, в котором Амир и её команда могли оценивать вмешательства в долгосрочной перспективе. В 1979 году Амир расширила центр до дневного стационара с полным спектром услуг по диагностике, оценке и вмешательству. За первые шесть лет работы в дневном стационаре прошли обследование более 1000 детей. В 1984 году была открыта клиника сна для детей.
В 1990 году Амир и её команда из семи специалистов переехали в Медицинский центр Шаарей-Цедек, который выделил целое крыло для её дневного стационара. В 2009 году реабилитационный детский сад переехал в собственное помещение, примыкающее к медицинскому центру. Около 70 детей в возрасте от 3 до 7 лет посещают детский сад, половина из которых со временем пойдёт в обычную школу.
Амир также практиковала в клинике Спаффорд в Старом городе Иерусалима, где лечила детей-мусульман, и в больнице Макассед на Елеонской горе. Она создала ряд неврологических клиник в арабских деревнях.

## Исследовательские интересы
Амир была соредактором двух книг и соавтором многочисленных рецензируемых статей. Её исследовательские интересы включали когнитивное развитие, эпилепсию, нейрометаболические расстройства, афазию и нарушения развития.
Амир присоединилась к сотрудникам Еврейского университета в Иерусалиме в 1974 году в качестве лектора. В 1983 году она стала старшим преподавателем клинической практики, а в 1993 году — клиническим доцентом.

## Почести и награды
В 1989 году она получила Премию израильских женщин за достижения.

## Личная жизнь
Наоми вышла замуж за Шломо Амира в марте 1955 года. У них было два сына и одна дочь. Наоми умерла от рака 4 января 1995 года.

## Избранная библиография

### Книги
- Pediatric & Adolescent Medicine: Childhood Seizures. — Karger, 1995. — ISBN 978-3-8055-6009-2. (совместное редактирование c S. Shinnar)
- Pediatric Neurology: Behavior and Cognition of the Child with Brain Dysfunction. — Karger Publishers, 1991. — ISBN 978-3-8055-5223-3. (совместное редактирование c Isabelle Rapin[англ.])

### Статьи
- Gross-Tsur, Varda; Shalev, Ruth S.; Wertman-Elad, Raya; Landau, Heddy; Amir, Naomi (1994). Neurobehavioral profile of children with persistent hyperinsulinemic hypoglycemia of infancy. Developmental Neuropsychology. 10 (2): 153–63. doi:10.1080/87565649409540574.
- Amir, Naomi; Elpeleg, Orly N.; Shalev, Ruth S.; Christensen, Ernst (June 1989). Glutaric aciduria type I: Enzymatic and neuroradiologic investigations of two kindreds. The Journal of Pediatrics. 114 (6): 983–9. doi:10.1016/S0022-3476(89)80442-1. PMID 2723913.
- Brand, Abraham; Keren, Andre; Reifen, Ram M.; Gross-Kieselstein, Eva; Amir, Naomi (1 марта 1989). Echocardiographic and Doppler findings in the Williams syndrome. American Journal of Cardiology. 63 (9): 633–5. doi:10.1016/0002-9149(89)90916-8. PMID 2645763.
- Shalev, Ruth S.; Gross-Tsur, Varda; Wine, Judith M.; Amir, Naomi (1 января 1988). Development of color association in normal and neurologically impaired children. Pediatric Neurology. 4 (2): 110–112. doi:10.1016/0887-8994(88)90050-1. PMID 2468343.
- Amir, Naomi; Zlotogora, Joel; Bach, Gideon (June 1987). Mucolipidosis Type IV: Clinical Spectrum and Natural History. Pediatrics. 79 (6): 953–9. PMID 2438637.
- Brand, Abraham; Shalev, Ruth S.; Amir, Naomi (1986). Valproic acid in neonatal status convulsivus. Brain and Development. 8 (3): 278–280. doi:10.1016/S0387-7604(86)80082-1. PMID 3094397.
- Amir, Naomi; Gross-Kielsenstein, Eva; Hirsch, Harry J. (December 1984). Weaver-Smith Syndrome: A Case Study With Long-term Follow-up. JAMA Pediatrics. 138 (12): 1113–7. doi:10.1001/archpedi.1984.02140500019006. PMID 6209982.
- Amir, Naomi; Shalev, Ruth S.; Berman, Miriam; Gilai, Aryeh; Mor, Joseph (February 1984). Steroid-responsive postinfectious sensorineural hearing loss. Annals of Neurology. 15 (2): 212–213. doi:10.1002/ana.410150222. PMID 6703663.